# Arlå
Arlå (tysk Arlau) er en 37 km lang å i Sydslesvig i den nordtyske delstat Slesvig-Holsten. Åen udspringer sydøst for Solved i Fjolde Sogn på den slesvigske gest. Den passerer Bjerndrup, Fjolde, Arlevad og Hatsted Marsk og munder ved Holm Sil i Beltring Herred Kog ud i Nordsøen. Blandt bifloderne er Bomsted Å, Imme og Øster Å (Ostenau). Øster Å kommer fra egnen omkring Lyngsted (Löwenstedt) i nord. Arlåens udmunding i Beltring Herred Kog bliver reguleret med en sluse (sil) og et samlebassin for at kunne beskytte baglandet mod stormflod.
Det formodes, at navnet er en afledning til en over størstedelen af Europa udbredt vandløbs-navnestamme *Ar, som også er repræsenteret i Øvrige Norden (sml. Arn og Arvi). Beytdningen er sætte i bevægelse. Navnet er første gang dokumenteret 1647.
Arlå danner grænse mellem Nørre og Sønder Gøs Herred.